# ABBA Gold: Greatest Hits
ABBA Gold: Greatest Hits è una raccolta del gruppo musicale svedese ABBA, pubblicato il 21 settembre 1992. Nonostante la cessata attività del gruppo da ormai dieci anni, il disco conobbe un successo imprevedibile. ABBA Gold: Greatest Hits fu rimasterizzato e pubblicato nuovamente nel 2002.
In Italia con ABBA Gold: Greatest Hits gli ABBA scalarono la classifica fino al secondo posto, raggiungendo la massima posizione mai conseguita nella loro carriera nel Belpaese. L'album salì alla vetta della classifica britannica in momenti diversi, una volta nel 1992, tre volte nel 1999 e nuovamente nel 2008. È l'unico album tra il 1992 al 2000 a essere presente ogni anno nella classifica dei cento album più venduti in Regno Unito. Ad oggi è il secondo album più venduto in assoluto nell'isola britannica e si piazza al primo posto per il maggior numero di settimane in classifica, a maggio 2025, sono 1200 nella UK Top 100 Album. Negli Stati Uniti, pur non superando neppure la 50ª posizione, fu certificato sei volte disco di platino, che equivalgono a sei milioni di copie vendute. In Svizzera, ABBA Gold è diventato, con dieci dischi di platino, l'album più venduto di sempre dal 1993 al 2016.
Il 3 agosto 2008 ha riconquistato (nella 365ª settimana di presenza, altro record) il primo posto nel Regno Unito, divenendo il più vecchio album alla numero uno della storia, e nel 2012 passando la soglia dei 5 milioni di copie vendute diventa il secondo album più venduto di sempre. Ad oggi l'album vanta oltre 28 milioni di copie vendute in tutto il mondo ed è annoverato tra i quaranta album più venduti al mondo.

## Tracce
1. Dancing Queen – 3:51 (Stig Anderson, Andersson, Ulvaeus)
2. Knowing Me, Knowing You – 4:03 (Anderson, Andersson, Ulvaeus)
3. Take a Chance on Me – 4:06
4. Mamma Mia – 3:33 (Anderson, Andersson, Ulvaeus)
5. Lay All Your Love on Me – 4:35
6. Super Trouper – 4:13
7. I Have a Dream – 4:42
8. The Winner Takes It All – 4:54
9. Money, Money, Money – 3:06
10. S.O.S. – 3:20 (Anderson, Andersson, Ulvaeus)
11. Chiquitita – 5:26
12. Fernando – 4:14 (Anderson, Andersson, Ulvaeus)
13. Voulez-Vous – 5:10
14. Gimme! Gimme! Gimme! (A Man After Midnight) – 4:52
15. Does Your Mother Know – 3:13
16. One of Us – 3:57
17. The Name of the Game – 4:53 (Anderson, Andersson, Ulvaeus)
18. Thank You for the Music – 3:49
19. Waterloo – 2:42 (Anderson, Andersson, Ulvaeus)